# 第2期本因坊戦
第2期本因坊戦（だい2きほんいんぼうせん）は、第1期本因坊戦の終了後の1941年に開始され、1943年に挑戦者橋本宇太郎が、第1期本因坊利仙（関山利一）と挑戦手合五番勝負を行った。この第2局途中で関山が病気棄権し、橋本が第2期本因坊となり本因坊昭宇を号した。
毎日新聞との契約金は当初9万7千2百円としたが、その後減額して8万円となった。

## 方式
- 参加棋士 : プロ棋士の五段以上。
- 挑戦者決定
  - 五段級、六段級の予選を行い、上位3名を選抜。
  - 選抜者3名と、七段9名の計12名により、4回のトーナメント戦を行い、この各優勝者4名によるリーグ戦で挑戦者を決める。
  - コミ4目半、持時間は各11時間。
- 挑戦手合は五番勝負。コミ4目半、持時間は各13時間。

## 結果

### 五段級予選
篠原正美が勝抜き。

### 六段級予選
藤沢庫之助、長谷川章らが出場し、篠原正美、久保松勝喜代らが勝抜き。

### 第1次予選トーナメント
勝抜き者と、七段の瀬越憲作、鈴木為次郎、加藤信、小野田千代太郎、木谷實、呉清源らが参加。
トーナメント戦では、第1回は久保松勝喜代七段（途中昇段）、第2回は木谷實七段、第3回は篠原正美五段が優勝。第4回トーナメント決勝は加藤信と橋本宇太郎が決勝に進出するが、第1回トーナメント決勝時に既に入院中で、決勝戦も慶應病院で行った久保松が、この時点で死去。久保松の代わりに第1回トーナメント準優勝の橋本が繰り上げで、師の久保松の代わりにリーグ出場することとなり、第4回決勝は行われずに加藤もリーグ出場となった。

### 最終リーグ戦
2連勝同士の橋本と木谷の対戦で橋本が白番3目半勝を収め、挑戦者となった。
| 出場者 ／ 相手 | 加藤 | 橋本 | 木谷 | 篠原 | 勝 | 負 | 順位 |
| -------------- | ---- | ---- | ---- | ---- | -- | -- | ---- |
| 加藤信         | -    | ×    | ×    | ×    | 0  | 3  | 4    |
| 橋本宇太郎     | ○    | -    | ○    | ○    | 3  | 0  | 挑戦 |
| 木谷實         | ○    | ×    | -    | ○    | 2  | 1  | 2    |
| 篠原正美       | ○    | ×    | ×    | -    | 1  | 2  | 3    |

### 挑戦手合五番勝負
1943年5月に日本棋院で第1局を行い、先番橋本中押勝。その後関山の健康状態が悪く、第2局は7月に延期して芝の環翠で行われ、関山は夫人と医師に付き添われて対局した。関山は途中注射をしては盤に向かうという状態だったが、三日目に先番関山が89手目を1手打ったところで倒れ、そのまま入院、橋本が90手目を打って打掛けとした。入院後に関山は棄権を申し入れ、本因坊位は一時日本棋院の預かりになるが、9月7日に棋院審査会が橋本を本因坊に推薦した。
| 対局者     | 1 5月6-8日 | 2 7月7-9日 | 3 - | 4 - | 5 - |
| ---------- | ---------- | ---------- | --- | --- | --- |
| 本因坊利仙 | ×          | ×棄権△     | -   | -   | -   |
| 橋本宇太郎 | ○中押△     | ○          | -   | -   | -   |

 （△は先番）

### 対局譜
第2期本因坊戦挑戦手合五番勝負第1局 1943年5月6-8日 本因坊利仙-橋本宇太郎（先番）
黒（橋本）は、右上の守り、左下の生き、右下の大どころの3か所に手を回したいが、黒1（89手目）から様子を見て黒5に守り、続いて黒13を利かしてから黒15に守り、白16を打たせて右下17まで足早な立ち回りを見せた。白も手厚いが、ここでやや黒優勢となった。219手まで黒中押勝。

## 記念対局
本因坊決定後、毎日新聞主催の本因坊就位記念手合として、橋本と藤沢庫之助六段との二番碁が行われ、1勝1敗となる。
続いてやはり記念対局として、中部新聞などの主催で、本因坊・呉清源八段三番碁が、橋本先合先の手合で12月に行われた。第1局は橋本先番2目勝、第2局は橋本白番ジゴ、第3局は橋本先番2目勝で、橋本の2勝1ジゴの結果となった。

## 幻の挑戦
本因坊就位の後で、関山の弟子の梶原武雄五段が、師の代わりに橋本と対戦するという話が持ち上がり、毎日新聞や日本棋院の安永一から橋本にもちかけられた。梶原は頭山満が後見人になるということで乗り気になったが、橋本は師の瀬越憲作に相談し、話は立ち消えになった。
またこの時の本因坊戦の規定では、挑戦者決定リーグの2位または3位の者が、6か月以内に新本因坊に挑戦できるという項目があった。これに従いリーグ2位の木谷實は日本棋院へ挑戦を申請する。しかしこの規定には手合料の取り決めが無く、橋本は師や周囲に相談して、手合料は3万円、全額を公共事業に寄附するという条件を出したが、木谷側でこの工面が出来ず、挑戦を取り下げることになった。